# I Santo California
I Santo California is een Italiaanse groep uit Campania, Zuid Italië, die in 1973 werd opgericht en die uit vijf mannelijke artiesten bestond.
Bandbezetting:
- Pietro Barbella (vocals, keyboard)
- Gianni Galizia (guitar)
- Donato Farina (drums)
- Domenico Ajello (bass)
- Massimo Caso (guitar)

Het beroemdste nummer van deze groep, waarmee zij een doorbraak had, is Tornerò van 1975. Dit nummer kwam op de eerste plaats in de Italiaanse hitparade, en op de tweede plaats van die in Duitsland. Andere nummers hadden in de jaren erop ook succes in Italië en Zwitserland.
De groep werd 3de op het Festival van San Remo van 1977 met Monica.

## Albums
- Dolce Amore Mio
- Il Meglio Dei Santo California
- I Successi
- Tornero